# Viseu
Viseu là một huyện thuộc tỉnh Viseu, Bồ Đào Nha. Huyện này có diện tích 507 km², dân số thời điểm năm 2001 là 93501 người.